# Materials Research Society
Die Materials Research Society (MRS) ist eine internationale wissenschaftliche Gesellschaft auf dem Gebiet der Materialforschung. Die MRS wurde 1973 gegründet, ist eine Non-Profit-Organisation und hat ihren Sitz in den Vereinigten Staaten in Warrendale, Pennsylvania. Sie hat über 16.000 Mitglieder aus über 80 Ländern (Stand 2016), von denen etwa 45 Prozent aus Ländern außerhalb der Vereinigten Staaten kommen.
Die Gesellschaft betreibt und fördert interdisziplinäre Materialforschung. Die Mitglieder sind Physiker, Chemiker, Biologen, Mathematiker und Ingenieurwissenschaftler aus Forschungseinrichtungen, Industriebetrieben und staatlichen Einrichtungen.
Jährlich werden zwei Meetings in Phoenix, Arizona und in Boston, Massachusetts mit insgesamt etwa 13.000 Teilnehmern veranstaltet. Er werden mehrere Veröffentlichungen herausgegeben wie die Materials Research Society Symposium Proceedings, das Journal of Materials Research, die MRS Communications, die MRS Advances und das MRS Bulletin. Die Gesellschaft vergibt mehrere Preise, so die MRS Medal und seit 1978 in Erinnerung an Arthur R. von Hippel als höchste wissenschaftliche Auszeichnung den Von Hippel Award.
In den 1980er Jahren förderte die MRS weltweit die Gründung von Materialforschungsgesellschaften, zum Beispiel in Europa, Japan, China, Mexiko, Taiwan, Indien und Australien. 1990 erfolgte durch diese Gesellschaften nach dem Vorbild der International Union of Pure and Applied Chemistry (IUPAC) und der International Union of Pure and Applied Physics (IUPAP) die Gründung der International Union of Materials Research Societies (IUMRS), die die Infrastruktur der MRS benutzt. Die IUMRS ist Mitglied des Internationalen Wissenschaftsrates.
Der Mitgründer der Materials Research Society Harry C. Gatos (1921–2015) vom Massachusetts Institute of Technology war von 1973 bis 1975 der erste Präsident. Der deutsche Werkstoffwissenschaftler Oliver Kraft vom Karlsruher Institut für Technologie wurde als erster Nicht-Amerikaner 2014 Vizepräsident und 2015 Präsident der MRS.